# Selaginella calosticha
Selaginella calosticha là một loài dương xỉ trong họ Selaginellaceae. Loài này được Spring mô tả khoa học đầu tiên năm 1850.